# 珍妮·蓋諾
珍妮·蓋諾（英語：Janet Gaynor，1906年10月6日—1984年9月14日）是一位美國女演員和畫家，首屆奧斯卡最佳女主角獎得主。

## 演出
- 《日出》（Sunrise: A Song of Two Humans）
- 《第七天堂》（7th Heaven）
- 《马路天使》（Street Angel）

## 連結
- 珍妮·蓋諾在互联网电影资料库（IMDb）上的資料（英文）
- 互聯網百老匯資料庫（IBDB）上珍妮·蓋諾的資料（英文）

}
| 獎項        | 獎項                    | 獎項                 |
| ----------- | ----------------------- | -------------------- |
| 前任者： 無 | 奥斯卡最佳女主角 1928年 | 繼任者： 玛丽·毕克馥 |